# Le Tour du monde en quatre-vingts jours (série télévisée)
Pour les articles homonymes, voir Le Tour du monde en quatre-vingts jours (homonymie).
Le Tour du monde en quatre-vingts jours (Around the World in 80 Days) est une série télévisée d'aventure italo-germano-française créée par Simon Crawford Collins et diffusée le 26 décembre 2021 sur la chaîne BBC One au Royaume-Uni,,. Il s'agit de l´adaptation du roman du même nom de Jules Verne (1873),.
En Belgique, elle est diffusée depuis le 5 décembre 2021 sur La Une. En France, elle est diffusée à partir du 20 décembre 2021 sur France 2. Au Québec, elle est diffusée à partir du 17 septembre 2022 sur ICI Radio-Canada Télé.
Elle est sélectionnée et sera présentée « hors compétition », en avant-première mondiale, en octobre 2021, au Festival International des séries de Cannes.

## Synopsis
À Londres, en 1872, Phileas Fogg reçoit une carte postale venant de son âme sœur perdue, cette dernière lui reprochant sa lâcheté. Perturbé par ce message, il parie 20 000 livres avec ses collègues vaniteux du Reform Club qu'il peut faire le tour du monde en quatre-vingts jours,.

## Distribution

### Acteurs principaux
- David Tennant (VF : Stéphane Ronchewski) : Phileas Fogg
- Ibrahim Koma (VF : lui-même) : Jean Passepartout
- Leonie Benesch (VF : Adeline Moreau) : Abigail Fix Fortescue
- Peter Sullivan (VF : Lionel Tua) : Nyle Bellamy
- Jason Watkins (VF : Serge Faliu) : Bernard Fortescue, le père d'Abigail
- Anthony Flanagan : Thomas Kneedling

### Acteurs secondaires
- Richard Wilson : Grayson, le majordome de Fogg
- Leon Clingman : Roberts, le maitre d'hôtel du Reform Club
- David Sherwood : Samuel Fellentin

Épisode 1.1
- Loic Djani : Gérard
- André Penvern : Monsieur Lome

Épisode 1.2
- Giovanni Scifoni : Niccolo Moretti
- Cristian De Vergori (VF : Estelle Darazi) : Alberto Moretti
- Simone Coppo : Marco
- Aida Economu : Eva

Épisode 1.3
- Lindsay Duncan : Jane Digby
- Faical Elkihel : Sheik Medjuel El Mezjuel Mezrab

Épisode 1.4
- Shivaani Ghai (VF : Danièle Douet) : Aouda
- Kiroshan Naidoo (VF : Erwan Zamor) : Arjan
- Rizelle Januk (VF : Périne Lislet) : Samanaz
- Charlie Hamblett (VF : Yoann Sover) : Bathurst

Épisode 1.5
- Victoria Smurfit (VF : Rafaèle Moutier) : Lady Clemency Rowbotham
- Patrick Kennedy : Sir Henry Rowbotham
- Thomas Chaanhing : Jiang Liei

Épisode 1.7
- Gary Beadle (VF : Thierry Desroses) : Bass Reeves
- John Light : Ambrose Abernathy
- Elena Saurel (VF : Charlotte Daniel) : Sally, la cochère de la diligence
- Eduard Bartha : le cocher de la diligence
- Oliver J. Hemborough : Robinson
- Paul Budeanu : Davis

Épisode 1.8
- Dolly Wells (VF : Anne Massoteau) : Estella
- Dominic Carter : l'officier des douanes
- James Dutton : Henry, l'homme arrogant dans le salon de l'Henrietta
- Ty Tennant : le chef du gang à New York

 Source et légende : version française (VF) sur RS Doublage

## Production

### Développement
En mars 2019, on révèle que le projet de cette adaptation est développé par Simon Crawford Collins de Slim Film + Television en association avec Federation Entertainment, qu’il est adapté par Ashley Pharoah et Caleb Ranson et que Steve Barron est engagé en tant que réalisateur. On annonce que le tournage commencerait à l'automne. Nathalie Biancolli de France Télévisions affirme que la chaîne continue à se concentrer sur les séries historiques, telles que Germinal et Joséphine et Bonaparte, avec une conception plus moderne et plus cinématographique. En décembre, Slim Film + Television est responsable, en tant que producteur de la série, et Seven West Media soutient la production qui distribuera la série en Australie. Federation Entertainment acquiert les droits de distribution internationale. British Broadcasting Corporation (BBC) acquiert les droits de diffusion au Royaume-Uni.
En novembre 2021, avant la première diffusion télévisuelle, la série est renouvelée pour une deuxième saison. Elle est déjà achetée par la BBC au Royaume-Uni, Seven Network en Australie et Masterpiece PBS aux États-Unis.

### Adaptation
La série est une adaptation libre du roman de Jules Verne. Plusieurs différences sont notées. La plus importante est la présence d'un personnage féminin, inexistant dans le roman, la journaliste Abigail Fix, fille du policier Fix (qui devient un journaliste) aux côtés de Phileas Fogg et de Jean Passepartout. L'histoire commence par la réception par Fogg d'une carte postale portant le mot « lâche », ce qui explique la décision du personnage d'entreprendre ce pari, alors que le roman débute au Reform Club. On note également le choix d'un acteur noir pour interpréter le rôle de Passepartout. Et si l'esprit d'aventures est maintenu, les péripéties ont été modifiées avec un passage plus important à Paris et en Italie.
Le caractère de Phileas Fogg est également différent de celui du roman.

### Distribution des rôles
En mars 2019, on apprend que l'humoriste français Ahmed Sylla endosserait le costume de Jean Passepartout. En décembre 2019, on annonce que l'acteur britannique David Tennant incarne le rôle de Phileas Fogg, personnage central du roman de Jules Verne, aux côtés de l'acteur français Ibrahim Koma, qui, pour des raisons inconnues, remplace Ahmed Sylla dans le rôle de Passepartout, et de l'actrice allemande Leonie Benesch, en journaliste Abigail Fix.
L'acteur David Tennant a admis ne pas avoir lu le roman avant le tournage de la série télévisée. C'est également le cas de l'actrice Leonie Benesch et de l'acteur Ibrahim Koma, car les réalisateurs lui ont dit que ce n'était pas nécessaire.

### Tournage
Le tournage commence en février 2020, en Afrique du Sud. En mars 2020, il est suspendu en raison de la pandémie de Covid-19. Il reprend le 1er octobre de la même année en Roumanie, dont Bucarest pour le Castel Film Studio. Le producteur délégué Simon Crawford Collins explique : « Nous aurions pu continuer à tourner en Afrique du Sud où se trouvaient nos décors, mais l'Afrique du Sud était encore contaminée, c’est pourquoi nous sommes allés en Roumanie ». En raison de la pandémie de Covid-19 en Afrique du Sud, la production a dû ajouter 4 millions de livres au budget.
En janvier 2021, l'équipe du tournage retourne en Afrique du Sud et y termine le tournage jusqu’en février 2021,.

### Fiche technique
Sauf indication contraire, les informations mentionnées dans cette section peuvent être confirmées par la base de données cinématographiques IMDb,  présente dans la section « Liens externes ».
- Titre original : Around the World in 80 Days
- Titre français : Le Tour du monde en quatre-vingts jours
- Création : Simon Crawford Collins
- Casting : Suzanne Crowley, Gilly Poole et Bonnie Rodini
- Réalisation : Steve Barron[5], Charles Beeson[30] et Brian Kelly[16]
- Scénario : Ashley Pharoah et Caleb Ranson[5]
- Musique : Christian Lundberg et Hans Zimmer
- Direction artistique : Adrian Curelea, Andrei-Florian Popa et Christian Schäfer
- Décors : Sebastian T. Krawinkel
- Costumes : Kate Carin
- Photographie : Álvaro Gutiérrez
- Montage : Adam Bosman
- Production : Peter McAleese
- Production déléguée : Simon Crawford Collins, Ashley Pharoah et Caleb Ranson
- Sociétés de production : Slim film+television et Federation Entertainment[4] ; The European Alliance, France Télévisions, ZDF Rai[5] ; Masterpiece, Be-FILMS et RTBF (coproduction)[6]
- Sociétés de distribution : Federation Entertainment ; BBC One (Royaume-Uni)
- Pays de production :  Allemagne /  France /  Italie
- Langue originale : anglais
- Format : couleur
- Genres : aventure ; comédie
- Nombre de saisons : 1
- Nombre d'épisodes : 8
- Durée : 60 minutes[4]
- Dates de première diffusion :
  - France : octobre 2021 (Festival International des Séries de Cannes)[9] ; 20 décembre 2021 sur France 2[7]
  - Belgique : 5 décembre 2021 sur La Une[6]
  - Allemagne : 21 décembre 2021 sur ZDF[31]
  - Royaume-Uni : 26 décembre 2021 sur BBC One[1]

## Diffusion internationale
La série est sélectionnée et sera présentée « hors compétition », en octobre 2021, au Festival international des séries de Cannes, en France. Elle est diffusée du 20 décembre 2021 au 3 janvier 2022 sur France 2, de 21 h 5 à 23 h 35 (3 épisodes dans les deux premières semaines et 2 épisodes, la dernière semaine).
En Belgique, elle est diffusée du 5 décembre au 26 décembre 2021 sur La Une, de 20 h 55 à 22 h 50 (2 épisodes). En Allemagne, elle sera diffusée du 21 au 23 décembre 2021 sur ZDF, de 20 h 15 à 23 h 25 (3 épisodes). Au Royaume-Uni, elle est diffusée à partir du 26 décembre 2021 sur la chaîne BBC One au Royaume-Uni.

## Accueil

### Audiences en France
| Épisode        | Diffusion              | Diffusion      | Audience moyenne          | Audience moyenne                       | Classement des audiences | Réf.   |
| Épisode        | Jour                   | Horaire        | Nombre de téléspectateurs | Part de marché (sur les 4 ans et plus) | Classement des audiences | Réf.   |
| -------------- | ---------------------- | -------------- | ------------------------- | -------------------------------------- | ------------------------ | ------ |
| 1              | Lundi 20 décembre 2021 | 21:05 - 22:00  | 3 334 000                 | 13,9 %                                 |                          | [ 32 ] |
| 2              | Lundi 20 décembre 2021 | 22:00 - 22:50  | 2 820 000                 | 13,2 %                                 |                          | [ 32 ] |
| 3              | Lundi 20 décembre 2021 | 22:50 - 23:40  |                           |                                        |                          | [ 32 ] |
|                |                        |                |                           |                                        |                          |        |
| 4              | Lundi 27 décembre 2021 | 21:05 - 22:00  | 2 373 000                 | 11,1 %                                 |                          | [ 33 ] |
| 5              | Lundi 27 décembre 2021 | 22:00 - 22:50  | 2 110 000                 |                                        |                          | [ 33 ] |
| 6              | Lundi 27 décembre 2021 | 22:50 - 23:40  |                           |                                        |                          | [ 33 ] |
|                |                        |                |                           |                                        |                          |        |
| 7              | Lundi 3 janvier 2022   | 21:05 - 22:00  | 2 150 000                 | 9,8 %                                  |                          | [ 34 ] |
| 8              | Lundi 3 janvier 2022   | 22:00 - 22:50  | 1 970 000                 | 10,1 %                                 |                          | [ 34 ] |
|                |                        |                |                           |                                        |                          |        |
| Moyenne finale | Moyenne finale         | Moyenne finale |                           |                                        | -                        |        |

- Le plus haut chiffre d'audience
- Le plus bas chiffre d'audience

### Deuxième saison
Le producteur Simon Crawford Collins annonce que la série aura une deuxième saison,,. Par ailleurs, il a annoncé travailler sur une adaptation d'un autre roman de Jules Verne : Voyage au centre de la Terre.

### Critiques
Sur le site américain Internet Movie Database, la mini-série obtient une note moyenne de 7,1/10.
En France, sur le site Allociné, elle obtient une note moyenne de 3,3/5 des spectateurs et 3,3/5 pour 8 critiques de la presse. Sur le site SensCritique, elle reçoit la note moyenne de 5,9/10 sur la base de 440 critiques.